# Natsuki Harada
Natsuki Harada (Shizuoka, 7 luglio 1984) è un'attrice giapponese.
Nel 2004 ha interpretato il ruolo femminile principale nel dramma televisivo Asadora della NHK, Wakaba.

## Filmografia

### Cinema
- Koko ni Irukoto, regia di Masahiko Nagasawa (2001)
- Cherry Pie (チェリーパイ), regia di Haruo Inoue (2006)
- Sumairu seiya no kiseki (スマイル 聖夜の奇跡), regia di Takanori Jinnai (2007)
- Iesutadeizu (イエスタデイズ), regia di Takashi Kubota (2008)
- Sonohi no Maeni (その日のまえに), regia di Obayashi Nobuhiko (2008)
- Boku no hatsukoi o kimi ni sasagu, regia di Takehiko Shinjo (2009)
- Kono Sora no Hana: Nagaoka Hanabi Monogatari (この空の花　長岡花火物語), regia di Nobuhiko Obayashi (2012)
- Nazotoki wa Dinner no Ato de Special, regia di Hijikata Masato (2012)
- Gokudo no Tsuma-tachi Neo (極道の妻たち Neo), regia di Hodayuki Katsuki (2013)
- Ichijiku no Mori (無花果の森), regia di Tomoyuki Furumaya (2014)
- Seven Weeks, regia di Nobuhiko Obayashi (2014)[2]
- Fullmetal Alchemist, regia di Fumihiko Sori (2017)

### Televisione
- Wakaba – serie TV, (2004)
- Yankee Bokou ni Kaeru Special – serie TV, (2005)
- Izumo no Okuni – serie TV, (2006)
- Kurosagi - Il truffatore nero – serie TV, (2006)
- Yonimo Kimyona Monogatari 2006 Aki no Tokubetsuhen – film TV, (2006)
- Hanazakari no kimitachi e - Ikemen Paradaisu – serie TV, (2007)
- Attention Please 2007 Special – film TV, (2007)
- Hachimitsu to Clover (ハチミツとクローバー) – serie TV, (2008)
- Rakujitsu Moyu – film TV, (2009)
- Nihonjin No Shiranai Nihongo – serie TV, (2010)
- Ooka Echizen – serie TV, (2013)
- Kagi no nai Yume wo Miru – serie TV, (2013)